# 1993年のアメリカンリーグチャンピオンシップシリーズ
1993年の野球において、メジャーリーグベースボール（MLB）のポストシーズンは10月5日に開幕した。アメリカンリーグの第25回リーグチャンピオンシップシリーズ（英語: 25th American League Championship Series、以下「リーグ優勝決定戦」と表記）は、同日から12日にかけて計6試合が開催された。その結果、トロント・ブルージェイズ（東地区）がシカゴ・ホワイトソックス（西地区）を4勝2敗で下し、2年連続2回目のリーグ優勝およびワールドシリーズ進出を果たした。
両球団がリーグ優勝決定戦で対戦するのはこれが初めて。この年のレギュラーシーズンでは両球団は12試合対戦し、6勝6敗の五分だった。ブルージェイズは球団予算上の制約により、前年ワールドシリーズ制覇時のロースターから25人中12人を入れ替えて今シリーズに臨んだが、リーグ2連覇を達成した。新加入選手のうち、先発投手のデーブ・スチュワートは第2戦と第6戦の2登板13.1イニングで2勝・防御率2.03を記録、オークランド・アスレチックス時代の1990年以来3年ぶりにシリーズMVPを受賞した。リーグ優勝決定戦の優勝決定試合で勝利投手となるのは、1988年・1989年・1990年に次いで4度目である。また、同じく新加入選手のうち、指名打者のポール・モリターは今シリーズでいずれもチームトップの長打率.696・5打点という成績を残した。モリターはワールドシリーズでも好調を維持して同シリーズMVPを受賞、ブルージェイズはナショナルリーグ王者フィラデルフィア・フィリーズを4勝2敗で下して連覇を成し遂げた。

## 試合結果
1993年のアメリカンリーグ優勝決定戦は10月5日に開幕し、途中に移動日を挟んで8日間で6試合が行われた。日程・結果は以下の通り。
| 日付                                                    | 試合  | ビジター球団（先攻）     | スコア | ホーム球団（後攻）       | 開催球場           | 開催球場                       |
| ------------------------------------------------------- | ----- | ------------------------ | ------ | ------------------------ | ------------------ | ------------------------------ |
| 10月05日（火）                                          | 第1戦 | トロント・ブルージェイズ | 7－3   | シカゴ・ホワイトソックス | コミスキー・パーク | コミスキー・パークスカイドーム |
| 10月06日（水）                                          | 第2戦 | トロント・ブルージェイズ | 3－1   | シカゴ・ホワイトソックス | コミスキー・パーク | コミスキー・パークスカイドーム |
| 10月07日（木）                                          |       | 移動日                   | 移動日 | 移動日                   |                    | コミスキー・パークスカイドーム |
| 10月08日（金）                                          | 第3戦 | シカゴ・ホワイトソックス | 6－1   | トロント・ブルージェイズ | スカイドーム       | コミスキー・パークスカイドーム |
| 10月09日（土）                                          | 第4戦 | シカゴ・ホワイトソックス | 7－4   | トロント・ブルージェイズ | スカイドーム       | コミスキー・パークスカイドーム |
| 10月10日（日）                                          | 第5戦 | シカゴ・ホワイトソックス | 3－5   | トロント・ブルージェイズ | スカイドーム       | コミスキー・パークスカイドーム |
| 10月11日（月）                                          |       | 移動日                   | 移動日 | 移動日                   |                    | コミスキー・パークスカイドーム |
| 10月12日（火）                                          | 第6戦 | トロント・ブルージェイズ | 6－3   | シカゴ・ホワイトソックス | コミスキー・パーク | コミスキー・パークスカイドーム |
| 優勝：トロント・ブルージェイズ（4勝2敗 / 2年連続2度目） |       |                          |        |                          |                    | コミスキー・パークスカイドーム |

### 第1戦 10月5日
- コミスキー・パーク（アメリカ合衆国イリノイ州シカゴ）

|                          | 1 | 2 | 3 | 4 | 5 | 6 | 7 | 8 | 9 | R | H  | E |
| ------------------------ | - | - | - | - | - | - | - | - | - | - | -- | - |
| トロント・ブルージェイズ | 0 | 0 | 0 | 2 | 3 | 0 | 2 | 0 | 0 | 7 | 17 | 1 |
| シカゴ・ホワイトソックス | 0 | 0 | 0 | 3 | 0 | 0 | 0 | 0 | 0 | 3 | 6  | 1 |

1. 勝利：フアン・グーズマン（1勝）
2. 敗戦：ジャック・マクダウエル（1敗）
3. 本塁打
TOR：ポール・モリター1号2ラン
4. 審判
［球審］ジム・エバンス
［塁審］一塁: グレッグ・コスク、二塁: ジョン・シュロック、三塁: テッド・ヘンドリー
［外審］左翼: ティム・チダ、右翼: ケン・カイザー
5. 試合開始時刻: 中部夏時間（UTC-5）午後7時15分  試合時間: 3時間38分  観客: 4万6246人  気温: 57°F（13.9°C）
詳細: MLB.com Gameday / Baseball-Reference.com

| トロント・ブルージェイズ | トロント・ブルージェイズ | トロント・ブルージェイズ | トロント・ブルージェイズ | トロント・ブルージェイズ | シカゴ・ホワイトソックス | シカゴ・ホワイトソックス | シカゴ・ホワイトソックス | シカゴ・ホワイトソックス | シカゴ・ホワイトソックス                                                                                                 |
| ------------------------ | ------------------------ | ------------------------ | ------------------------ | --- | ------------------------ | ------------------------ | ------------------------ | ------------------------ | --- |
| 打順                     | 守備                     | 選手                     | 打席                     | J・グーズマンP・ボーダーズJ・オルルドR・アロマーE・スプレイグT・フェルナンデスR・ヘンダーソンD・ホワイトJ・カーターP・モリター | 打順                     | 守備                     | 選手                     | 打席                     | J・マクダウエルR・カーコバイスD・パスクァJ・コーラR・ベンチュラO・ギーエンT・レインズL・ジョンソンE・バークスF・トーマス |
| 1                        | 左                       | R・ヘンダーソン          | 右                       | J・グーズマンP・ボーダーズJ・オルルドR・アロマーE・スプレイグT・フェルナンデスR・ヘンダーソンD・ホワイトJ・カーターP・モリター | 1                        | 左                       | T・レインズ              | 両                       | J・マクダウエルR・カーコバイスD・パスクァJ・コーラR・ベンチュラO・ギーエンT・レインズL・ジョンソンE・バークスF・トーマス |
| 2                        | 中                       | D・ホワイト              | 両                       | J・グーズマンP・ボーダーズJ・オルルドR・アロマーE・スプレイグT・フェルナンデスR・ヘンダーソンD・ホワイトJ・カーターP・モリター | 2                        | 二                       | J・コーラ                | 両                       | J・マクダウエルR・カーコバイスD・パスクァJ・コーラR・ベンチュラO・ギーエンT・レインズL・ジョンソンE・バークスF・トーマス |
| 3                        | 二                       | R・アロマー              | 両                       | J・グーズマンP・ボーダーズJ・オルルドR・アロマーE・スプレイグT・フェルナンデスR・ヘンダーソンD・ホワイトJ・カーターP・モリター | 3                        | DH                       | F・トーマス              | 右                       | J・マクダウエルR・カーコバイスD・パスクァJ・コーラR・ベンチュラO・ギーエンT・レインズL・ジョンソンE・バークスF・トーマス |
| 4                        | 右                       | J・カーター              | 右                       | J・グーズマンP・ボーダーズJ・オルルドR・アロマーE・スプレイグT・フェルナンデスR・ヘンダーソンD・ホワイトJ・カーターP・モリター | 4                        | 三                       | R・ベンチュラ            | 左                       | J・マクダウエルR・カーコバイスD・パスクァJ・コーラR・ベンチュラO・ギーエンT・レインズL・ジョンソンE・バークスF・トーマス |
| 5                        | 一                       | J・オルルド              | 左                       | J・グーズマンP・ボーダーズJ・オルルドR・アロマーE・スプレイグT・フェルナンデスR・ヘンダーソンD・ホワイトJ・カーターP・モリター | 5                        | 右                       | E・バークス              | 右                       | J・マクダウエルR・カーコバイスD・パスクァJ・コーラR・ベンチュラO・ギーエンT・レインズL・ジョンソンE・バークスF・トーマス |
| 6                        | DH                       | P・モリター              | 右                       | J・グーズマンP・ボーダーズJ・オルルドR・アロマーE・スプレイグT・フェルナンデスR・ヘンダーソンD・ホワイトJ・カーターP・モリター | 6                        | 一                       | D・パスクァ              | 左                       | J・マクダウエルR・カーコバイスD・パスクァJ・コーラR・ベンチュラO・ギーエンT・レインズL・ジョンソンE・バークスF・トーマス |
| 7                        | 遊                       | T・フェルナンデス        | 両                       | J・グーズマンP・ボーダーズJ・オルルドR・アロマーE・スプレイグT・フェルナンデスR・ヘンダーソンD・ホワイトJ・カーターP・モリター | 7                        | 中                       | L・ジョンソン            | 左                       | J・マクダウエルR・カーコバイスD・パスクァJ・コーラR・ベンチュラO・ギーエンT・レインズL・ジョンソンE・バークスF・トーマス |
| 8                        | 三                       | E・スプレイグ            | 右                       | J・グーズマンP・ボーダーズJ・オルルドR・アロマーE・スプレイグT・フェルナンデスR・ヘンダーソンD・ホワイトJ・カーターP・モリター | 8                        | 捕                       | R・カーコバイス          | 右                       | J・マクダウエルR・カーコバイスD・パスクァJ・コーラR・ベンチュラO・ギーエンT・レインズL・ジョンソンE・バークスF・トーマス |
| 9                        | 捕                       | P・ボーダーズ            | 右                       | J・グーズマンP・ボーダーズJ・オルルドR・アロマーE・スプレイグT・フェルナンデスR・ヘンダーソンD・ホワイトJ・カーターP・モリター | 9                        | 遊                       | O・ギーエン              | 左                       | J・マクダウエルR・カーコバイスD・パスクァJ・コーラR・ベンチュラO・ギーエンT・レインズL・ジョンソンE・バークスF・トーマス |
| 先発投手                 | 先発投手                 | 先発投手                 | 投球                     | J・グーズマンP・ボーダーズJ・オルルドR・アロマーE・スプレイグT・フェルナンデスR・ヘンダーソンD・ホワイトJ・カーターP・モリター | 先発投手                 | 先発投手                 | 先発投手                 | 投球                     | J・マクダウエルR・カーコバイスD・パスクァJ・コーラR・ベンチュラO・ギーエンT・レインズL・ジョンソンE・バークスF・トーマス |
| J・グーズマン            | J・グーズマン            | J・グーズマン            | 右                       | J・グーズマンP・ボーダーズJ・オルルドR・アロマーE・スプレイグT・フェルナンデスR・ヘンダーソンD・ホワイトJ・カーターP・モリター | J・マクダウエル          | J・マクダウエル          | J・マクダウエル          | 右                       | J・マクダウエルR・カーコバイスD・パスクァJ・コーラR・ベンチュラO・ギーエンT・レインズL・ジョンソンE・バークスF・トーマス |

この日、試合前の始球式はバスケットボール選手のマイケル・ジョーダンによって行われた。ジョーダンはNBAのシカゴ・ブルズで中心選手として活躍、この年の6月にはチームをファイナル3連覇へ導き、自身も3年連続の同シリーズMVPを受賞している。ホワイトソックスとブルズはともにジェリー・ラインズドルフがオーナーを務めていることから、始球式後にジョーダンは球場のスイート席でラインズドルフらと試合を観戦した。
試合開始から2時間ほどが経過したとき、NBCの報道番組『デイトラインNBC』が「明日6日の朝、ジョーダンが現役引退を発表する模様」と速報し、その約20分後にはCBSの今シリーズ中継でも6回表途中、リポーターのパット・オブライエンによって一報が入れられた。引退の知らせが広がり始めたため、ジョーダンは試合中にもかかわらず球場を後にし、ラインズドルフは6日に「重大な、重大な発表」があることを認めた。そして6日、ジョーダンはバスケットボールからの引退を表明した。ジョーダンは、発表のタイミングについて「ブルズのトレーニングキャンプが始まる7日までにしておきたかった」としたうえで、引退報道がホワイトソックスの試合よりも大きな話題になってしまったことについてラインズドルフとともに、謝罪の意思をホワイトソックスGMのロン・シューラーを介して選手たちへ伝えた。

### 第2戦 10月6日
- コミスキー・パーク（アメリカ合衆国イリノイ州シカゴ）

|                          | 1 | 2 | 3 | 4 | 5 | 6 | 7 | 8 | 9 | R | H | E |
| ------------------------ | - | - | - | - | - | - | - | - | - | - | - | - |
| トロント・ブルージェイズ | 1 | 0 | 0 | 2 | 0 | 0 | 0 | 0 | 0 | 3 | 8 | 0 |
| シカゴ・ホワイトソックス | 1 | 0 | 0 | 0 | 0 | 0 | 0 | 0 | 0 | 1 | 7 | 2 |

1. 勝利：デーブ・スチュワート（1勝）
2. セーブ：デュアン・ウォード（1S）
3. 敗戦：アレックス・フェルナンデス（1敗）
4. 審判
［球審］グレッグ・コスク
［塁審］一塁: ジョン・シュロック、二塁: テッド・ヘンドリー、三塁: ティム・チダ
［外審］左翼: ケン・カイザー、右翼: ジム・エバンス
5. 試合開始時刻: 中部夏時間（UTC-5）午後2時8分  試合時間: 3時間0分  観客: 4万6101人  気温: 72°F（22.2°C）
詳細: MLB.com Gameday / Baseball-Reference.com

| トロント・ブルージェイズ | トロント・ブルージェイズ | トロント・ブルージェイズ | トロント・ブルージェイズ | トロント・ブルージェイズ | シカゴ・ホワイトソックス | シカゴ・ホワイトソックス | シカゴ・ホワイトソックス | シカゴ・ホワイトソックス | シカゴ・ホワイトソックス                                                                                                   |
| ------------------------ | ------------------------ | ------------------------ | ------------------------ | --- | ------------------------ | ------------------------ | ------------------------ | ------------------------ | --- |
| 打順                     | 守備                     | 選手                     | 打席                     | D・スチュワートP・ボーダーズJ・オルルドR・アロマーE・スプレイグT・フェルナンデスR・ヘンダーソンD・ホワイトJ・カーターP・モリター | 打順                     | 守備                     | 選手                     | 打席                     | A・フェルナンデスR・カーコバイスD・パスクァJ・コーラR・ベンチュラO・ギーエンT・レインズL・ジョンソンE・バークスF・トーマス |
| 1                        | 左                       | R・ヘンダーソン          | 右                       | D・スチュワートP・ボーダーズJ・オルルドR・アロマーE・スプレイグT・フェルナンデスR・ヘンダーソンD・ホワイトJ・カーターP・モリター | 1                        | 左                       | T・レインズ              | 両                       | A・フェルナンデスR・カーコバイスD・パスクァJ・コーラR・ベンチュラO・ギーエンT・レインズL・ジョンソンE・バークスF・トーマス |
| 2                        | 中                       | D・ホワイト              | 両                       | D・スチュワートP・ボーダーズJ・オルルドR・アロマーE・スプレイグT・フェルナンデスR・ヘンダーソンD・ホワイトJ・カーターP・モリター | 2                        | 二                       | J・コーラ                | 両                       | A・フェルナンデスR・カーコバイスD・パスクァJ・コーラR・ベンチュラO・ギーエンT・レインズL・ジョンソンE・バークスF・トーマス |
| 3                        | 二                       | R・アロマー              | 両                       | D・スチュワートP・ボーダーズJ・オルルドR・アロマーE・スプレイグT・フェルナンデスR・ヘンダーソンD・ホワイトJ・カーターP・モリター | 3                        | DH                       | F・トーマス              | 右                       | A・フェルナンデスR・カーコバイスD・パスクァJ・コーラR・ベンチュラO・ギーエンT・レインズL・ジョンソンE・バークスF・トーマス |
| 4                        | 右                       | J・カーター              | 右                       | D・スチュワートP・ボーダーズJ・オルルドR・アロマーE・スプレイグT・フェルナンデスR・ヘンダーソンD・ホワイトJ・カーターP・モリター | 4                        | 三                       | R・ベンチュラ            | 左                       | A・フェルナンデスR・カーコバイスD・パスクァJ・コーラR・ベンチュラO・ギーエンT・レインズL・ジョンソンE・バークスF・トーマス |
| 5                        | 一                       | J・オルルド              | 左                       | D・スチュワートP・ボーダーズJ・オルルドR・アロマーE・スプレイグT・フェルナンデスR・ヘンダーソンD・ホワイトJ・カーターP・モリター | 5                        | 右                       | E・バークス              | 右                       | A・フェルナンデスR・カーコバイスD・パスクァJ・コーラR・ベンチュラO・ギーエンT・レインズL・ジョンソンE・バークスF・トーマス |
| 6                        | DH                       | P・モリター              | 右                       | D・スチュワートP・ボーダーズJ・オルルドR・アロマーE・スプレイグT・フェルナンデスR・ヘンダーソンD・ホワイトJ・カーターP・モリター | 6                        | 一                       | D・パスクァ              | 左                       | A・フェルナンデスR・カーコバイスD・パスクァJ・コーラR・ベンチュラO・ギーエンT・レインズL・ジョンソンE・バークスF・トーマス |
| 7                        | 遊                       | T・フェルナンデス        | 両                       | D・スチュワートP・ボーダーズJ・オルルドR・アロマーE・スプレイグT・フェルナンデスR・ヘンダーソンD・ホワイトJ・カーターP・モリター | 7                        | 中                       | L・ジョンソン            | 左                       | A・フェルナンデスR・カーコバイスD・パスクァJ・コーラR・ベンチュラO・ギーエンT・レインズL・ジョンソンE・バークスF・トーマス |
| 8                        | 三                       | E・スプレイグ            | 右                       | D・スチュワートP・ボーダーズJ・オルルドR・アロマーE・スプレイグT・フェルナンデスR・ヘンダーソンD・ホワイトJ・カーターP・モリター | 8                        | 捕                       | R・カーコバイス          | 右                       | A・フェルナンデスR・カーコバイスD・パスクァJ・コーラR・ベンチュラO・ギーエンT・レインズL・ジョンソンE・バークスF・トーマス |
| 9                        | 捕                       | P・ボーダーズ            | 右                       | D・スチュワートP・ボーダーズJ・オルルドR・アロマーE・スプレイグT・フェルナンデスR・ヘンダーソンD・ホワイトJ・カーターP・モリター | 9                        | 遊                       | O・ギーエン              | 左                       | A・フェルナンデスR・カーコバイスD・パスクァJ・コーラR・ベンチュラO・ギーエンT・レインズL・ジョンソンE・バークスF・トーマス |
| 先発投手                 | 先発投手                 | 先発投手                 | 投球                     | D・スチュワートP・ボーダーズJ・オルルドR・アロマーE・スプレイグT・フェルナンデスR・ヘンダーソンD・ホワイトJ・カーターP・モリター | 先発投手                 | 先発投手                 | 先発投手                 | 投球                     | A・フェルナンデスR・カーコバイスD・パスクァJ・コーラR・ベンチュラO・ギーエンT・レインズL・ジョンソンE・バークスF・トーマス |
| D・スチュワート          | D・スチュワート          | D・スチュワート          | 右                       | D・スチュワートP・ボーダーズJ・オルルドR・アロマーE・スプレイグT・フェルナンデスR・ヘンダーソンD・ホワイトJ・カーターP・モリター | A・フェルナンデス        | A・フェルナンデス        | A・フェルナンデス        | 右                       | A・フェルナンデスR・カーコバイスD・パスクァJ・コーラR・ベンチュラO・ギーエンT・レインズL・ジョンソンE・バークスF・トーマス |

### 第3戦 10月8日
- スカイドーム（カナダ オンタリオ州トロント）

|                          | 1 | 2 | 3 | 4 | 5 | 6 | 7 | 8 | 9 | R | H  | E |
| ------------------------ | - | - | - | - | - | - | - | - | - | - | -- | - |
| シカゴ・ホワイトソックス | 0 | 0 | 5 | 1 | 0 | 0 | 0 | 0 | 0 | 6 | 12 | 0 |
| トロント・ブルージェイズ | 0 | 0 | 1 | 0 | 0 | 0 | 0 | 0 | 0 | 1 | 7  | 1 |

1. 勝利：ウィルソン・アルバレス（1勝）
2. 敗戦：パット・ヘントゲン（1敗）
3. 審判
［球審］ジョン・シュロック
［塁審］一塁: テッド・ヘンドリー、二塁: ティム・チダ、三塁: ケン・カイザー
［外審］左翼: ジム・エバンス、右翼: グレッグ・コスク
4. 試合開始時刻: 東部夏時間（UTC-4）午後8時10分  試合時間: 2時間56分  観客: 5万1783人
詳細: MLB.com Gameday / Baseball-Reference.com

| シカゴ・ホワイトソックス | シカゴ・ホワイトソックス | シカゴ・ホワイトソックス | シカゴ・ホワイトソックス | シカゴ・ホワイトソックス                                                                                                 | トロント・ブルージェイズ | トロント・ブルージェイズ | トロント・ブルージェイズ | トロント・ブルージェイズ | トロント・ブルージェイズ |
| ------------------------ | ------------------------ | ------------------------ | ------------------------ | --- | ------------------------ | ------------------------ | ------------------------ | ------------------------ | --- |
| 打順                     | 守備                     | 選手                     | 打席                     | W・アルバレスR・カーコバイスF・トーマスJ・コーラR・ベンチュラO・ギーエンT・レインズL・ジョンソンE・バークスB・ジャクソン | 打順                     | 守備                     | 選手                     | 打席                     | P・ヘントゲンP・ボーダーズJ・オルルドR・アロマーE・スプレイグT・フェルナンデスR・ヘンダーソンD・ホワイトJ・カーターP・モリター |
| 1                        | 左                       | T・レインズ              | 両                       | W・アルバレスR・カーコバイスF・トーマスJ・コーラR・ベンチュラO・ギーエンT・レインズL・ジョンソンE・バークスB・ジャクソン | 1                        | 左                       | R・ヘンダーソン          | 右                       | P・ヘントゲンP・ボーダーズJ・オルルドR・アロマーE・スプレイグT・フェルナンデスR・ヘンダーソンD・ホワイトJ・カーターP・モリター |
| 2                        | 二                       | J・コーラ                | 両                       | W・アルバレスR・カーコバイスF・トーマスJ・コーラR・ベンチュラO・ギーエンT・レインズL・ジョンソンE・バークスB・ジャクソン | 2                        | 中                       | D・ホワイト              | 両                       | P・ヘントゲンP・ボーダーズJ・オルルドR・アロマーE・スプレイグT・フェルナンデスR・ヘンダーソンD・ホワイトJ・カーターP・モリター |
| 3                        | 一                       | F・トーマス              | 右                       | W・アルバレスR・カーコバイスF・トーマスJ・コーラR・ベンチュラO・ギーエンT・レインズL・ジョンソンE・バークスB・ジャクソン | 3                        | DH                       | P・モリター              | 右                       | P・ヘントゲンP・ボーダーズJ・オルルドR・アロマーE・スプレイグT・フェルナンデスR・ヘンダーソンD・ホワイトJ・カーターP・モリター |
| 4                        | 三                       | R・ベンチュラ            | 左                       | W・アルバレスR・カーコバイスF・トーマスJ・コーラR・ベンチュラO・ギーエンT・レインズL・ジョンソンE・バークスB・ジャクソン | 4                        | 右                       | J・カーター              | 右                       | P・ヘントゲンP・ボーダーズJ・オルルドR・アロマーE・スプレイグT・フェルナンデスR・ヘンダーソンD・ホワイトJ・カーターP・モリター |
| 5                        | 右                       | E・バークス              | 右                       | W・アルバレスR・カーコバイスF・トーマスJ・コーラR・ベンチュラO・ギーエンT・レインズL・ジョンソンE・バークスB・ジャクソン | 5                        | 一                       | J・オルルド              | 左                       | P・ヘントゲンP・ボーダーズJ・オルルドR・アロマーE・スプレイグT・フェルナンデスR・ヘンダーソンD・ホワイトJ・カーターP・モリター |
| 6                        | DH                       | B・ジャクソン            | 右                       | W・アルバレスR・カーコバイスF・トーマスJ・コーラR・ベンチュラO・ギーエンT・レインズL・ジョンソンE・バークスB・ジャクソン | 6                        | 二                       | R・アロマー              | 両                       | P・ヘントゲンP・ボーダーズJ・オルルドR・アロマーE・スプレイグT・フェルナンデスR・ヘンダーソンD・ホワイトJ・カーターP・モリター |
| 7                        | 中                       | L・ジョンソン            | 左                       | W・アルバレスR・カーコバイスF・トーマスJ・コーラR・ベンチュラO・ギーエンT・レインズL・ジョンソンE・バークスB・ジャクソン | 7                        | 遊                       | T・フェルナンデス        | 両                       | P・ヘントゲンP・ボーダーズJ・オルルドR・アロマーE・スプレイグT・フェルナンデスR・ヘンダーソンD・ホワイトJ・カーターP・モリター |
| 8                        | 捕                       | R・カーコバイス          | 右                       | W・アルバレスR・カーコバイスF・トーマスJ・コーラR・ベンチュラO・ギーエンT・レインズL・ジョンソンE・バークスB・ジャクソン | 8                        | 三                       | E・スプレイグ            | 右                       | P・ヘントゲンP・ボーダーズJ・オルルドR・アロマーE・スプレイグT・フェルナンデスR・ヘンダーソンD・ホワイトJ・カーターP・モリター |
| 9                        | 遊                       | O・ギーエン              | 左                       | W・アルバレスR・カーコバイスF・トーマスJ・コーラR・ベンチュラO・ギーエンT・レインズL・ジョンソンE・バークスB・ジャクソン | 9                        | 捕                       | P・ボーダーズ            | 右                       | P・ヘントゲンP・ボーダーズJ・オルルドR・アロマーE・スプレイグT・フェルナンデスR・ヘンダーソンD・ホワイトJ・カーターP・モリター |
| 先発投手                 | 先発投手                 | 先発投手                 | 投球                     | W・アルバレスR・カーコバイスF・トーマスJ・コーラR・ベンチュラO・ギーエンT・レインズL・ジョンソンE・バークスB・ジャクソン | 先発投手                 | 先発投手                 | 先発投手                 | 投球                     | P・ヘントゲンP・ボーダーズJ・オルルドR・アロマーE・スプレイグT・フェルナンデスR・ヘンダーソンD・ホワイトJ・カーターP・モリター |
| W・アルバレス            | W・アルバレス            | W・アルバレス            | 左                       | W・アルバレスR・カーコバイスF・トーマスJ・コーラR・ベンチュラO・ギーエンT・レインズL・ジョンソンE・バークスB・ジャクソン | P・ヘントゲン            | P・ヘントゲン            | P・ヘントゲン            | 右                       | P・ヘントゲンP・ボーダーズJ・オルルドR・アロマーE・スプレイグT・フェルナンデスR・ヘンダーソンD・ホワイトJ・カーターP・モリター |

### 第4戦 10月9日
- スカイドーム（カナダ オンタリオ州トロント）

|                          | 1 | 2 | 3 | 4 | 5 | 6 | 7 | 8 | 9 | R | H  | E |
| ------------------------ | - | - | - | - | - | - | - | - | - | - | -- | - |
| シカゴ・ホワイトソックス | 0 | 2 | 0 | 0 | 0 | 3 | 1 | 0 | 1 | 7 | 11 | 0 |
| トロント・ブルージェイズ | 0 | 0 | 3 | 0 | 0 | 1 | 0 | 0 | 0 | 4 | 9  | 0 |

1. 勝利：ティム・ベルチャー（1勝）
2. セーブ：ロベルト・ヘルナンデス（1S）
3. 敗戦：トッド・ストットルマイヤー（1敗）
4. 本塁打
CWS：ランス・ジョンソン1号2ラン、フランク・トーマス1号ソロ
5. 審判
［球審］テッド・ヘンドリー
［塁審］一塁: ティム・チダ、二塁: ケン・カイザー、三塁: ジム・エバンス
［外審］左翼: グレッグ・コスク、右翼: ジョン・シュロック
6. 試合開始時刻: 東部夏時間（UTC-4）午後8時15分  試合時間: 3時間30分  観客: 5万1889人
詳細: MLB.com Gameday / Baseball-Reference.com

| シカゴ・ホワイトソックス | シカゴ・ホワイトソックス | シカゴ・ホワイトソックス | シカゴ・ホワイトソックス | シカゴ・ホワイトソックス                                                                                           | トロント・ブルージェイズ | トロント・ブルージェイズ | トロント・ブルージェイズ | トロント・ブルージェイズ | トロント・ブルージェイズ |
| ------------------------ | ------------------------ | ------------------------ | ------------------------ | --- | ------------------------ | ------------------------ | ------------------------ | ------------------------ | --- |
| 打順                     | 守備                     | 選手                     | 打席                     | J・ベアR・カーコバイスF・トーマスJ・コーラR・ベンチュラO・ギーエンT・レインズL・ジョンソンE・バークスB・ジャクソン | 打順                     | 守備                     | 選手                     | 打席                     | T・ストットルマイヤーP・ボーダーズJ・オルルドR・アロマーE・スプレイグT・フェルナンデスR・ヘンダーソンD・ホワイトJ・カーターP・モリター |
| 1                        | 左                       | T・レインズ              | 両                       | J・ベアR・カーコバイスF・トーマスJ・コーラR・ベンチュラO・ギーエンT・レインズL・ジョンソンE・バークスB・ジャクソン | 1                        | 左                       | R・ヘンダーソン          | 右                       | T・ストットルマイヤーP・ボーダーズJ・オルルドR・アロマーE・スプレイグT・フェルナンデスR・ヘンダーソンD・ホワイトJ・カーターP・モリター |
| 2                        | 二                       | J・コーラ                | 両                       | J・ベアR・カーコバイスF・トーマスJ・コーラR・ベンチュラO・ギーエンT・レインズL・ジョンソンE・バークスB・ジャクソン | 2                        | 中                       | D・ホワイト              | 両                       | T・ストットルマイヤーP・ボーダーズJ・オルルドR・アロマーE・スプレイグT・フェルナンデスR・ヘンダーソンD・ホワイトJ・カーターP・モリター |
| 3                        | 一                       | F・トーマス              | 右                       | J・ベアR・カーコバイスF・トーマスJ・コーラR・ベンチュラO・ギーエンT・レインズL・ジョンソンE・バークスB・ジャクソン | 3                        | 二                       | R・アロマー              | 両                       | T・ストットルマイヤーP・ボーダーズJ・オルルドR・アロマーE・スプレイグT・フェルナンデスR・ヘンダーソンD・ホワイトJ・カーターP・モリター |
| 4                        | 三                       | R・ベンチュラ            | 左                       | J・ベアR・カーコバイスF・トーマスJ・コーラR・ベンチュラO・ギーエンT・レインズL・ジョンソンE・バークスB・ジャクソン | 4                        | 右                       | J・カーター              | 右                       | T・ストットルマイヤーP・ボーダーズJ・オルルドR・アロマーE・スプレイグT・フェルナンデスR・ヘンダーソンD・ホワイトJ・カーターP・モリター |
| 5                        | 右                       | E・バークス              | 右                       | J・ベアR・カーコバイスF・トーマスJ・コーラR・ベンチュラO・ギーエンT・レインズL・ジョンソンE・バークスB・ジャクソン | 5                        | 一                       | J・オルルド              | 左                       | T・ストットルマイヤーP・ボーダーズJ・オルルドR・アロマーE・スプレイグT・フェルナンデスR・ヘンダーソンD・ホワイトJ・カーターP・モリター |
| 6                        | DH                       | B・ジャクソン            | 右                       | J・ベアR・カーコバイスF・トーマスJ・コーラR・ベンチュラO・ギーエンT・レインズL・ジョンソンE・バークスB・ジャクソン | 6                        | DH                       | P・モリター              | 右                       | T・ストットルマイヤーP・ボーダーズJ・オルルドR・アロマーE・スプレイグT・フェルナンデスR・ヘンダーソンD・ホワイトJ・カーターP・モリター |
| 7                        | 中                       | L・ジョンソン            | 左                       | J・ベアR・カーコバイスF・トーマスJ・コーラR・ベンチュラO・ギーエンT・レインズL・ジョンソンE・バークスB・ジャクソン | 7                        | 遊                       | T・フェルナンデス        | 両                       | T・ストットルマイヤーP・ボーダーズJ・オルルドR・アロマーE・スプレイグT・フェルナンデスR・ヘンダーソンD・ホワイトJ・カーターP・モリター |
| 8                        | 捕                       | R・カーコバイス          | 右                       | J・ベアR・カーコバイスF・トーマスJ・コーラR・ベンチュラO・ギーエンT・レインズL・ジョンソンE・バークスB・ジャクソン | 8                        | 三                       | E・スプレイグ            | 右                       | T・ストットルマイヤーP・ボーダーズJ・オルルドR・アロマーE・スプレイグT・フェルナンデスR・ヘンダーソンD・ホワイトJ・カーターP・モリター |
| 9                        | 遊                       | O・ギーエン              | 左                       | J・ベアR・カーコバイスF・トーマスJ・コーラR・ベンチュラO・ギーエンT・レインズL・ジョンソンE・バークスB・ジャクソン | 9                        | 捕                       | P・ボーダーズ            | 右                       | T・ストットルマイヤーP・ボーダーズJ・オルルドR・アロマーE・スプレイグT・フェルナンデスR・ヘンダーソンD・ホワイトJ・カーターP・モリター |
| 先発投手                 | 先発投手                 | 先発投手                 | 投球                     | J・ベアR・カーコバイスF・トーマスJ・コーラR・ベンチュラO・ギーエンT・レインズL・ジョンソンE・バークスB・ジャクソン | 先発投手                 | 先発投手                 | 先発投手                 | 投球                     | T・ストットルマイヤーP・ボーダーズJ・オルルドR・アロマーE・スプレイグT・フェルナンデスR・ヘンダーソンD・ホワイトJ・カーターP・モリター |
| J・ベア                  | J・ベア                  | J・ベア                  | 右                       | J・ベアR・カーコバイスF・トーマスJ・コーラR・ベンチュラO・ギーエンT・レインズL・ジョンソンE・バークスB・ジャクソン | T・ストットルマイヤー    | T・ストットルマイヤー    | T・ストットルマイヤー    | 右                       | T・ストットルマイヤーP・ボーダーズJ・オルルドR・アロマーE・スプレイグT・フェルナンデスR・ヘンダーソンD・ホワイトJ・カーターP・モリター |

### 第5戦 10月10日
- スカイドーム（カナダ オンタリオ州トロント）

|                          | 1 | 2 | 3 | 4 | 5 | 6 | 7 | 8 | 9 | R | H  | E |
| ------------------------ | - | - | - | - | - | - | - | - | - | - | -- | - |
| シカゴ・ホワイトソックス | 0 | 0 | 0 | 0 | 1 | 0 | 0 | 0 | 2 | 3 | 5  | 1 |
| トロント・ブルージェイズ | 1 | 1 | 1 | 1 | 0 | 0 | 1 | 0 | X | 5 | 14 | 0 |

1. 勝利：フアン・グーズマン（2勝）
2. 敗戦：ジャック・マクダウエル（2敗）
3. 本塁打
CWS：エリス・バークス1号ソロ、ロビン・ベンチュラ1号2ラン
4. 審判
［球審］ティム・チダ
［塁審］一塁: ケン・カイザー、二塁: ジム・エバンス、三塁: グレッグ・コスク
［外審］左翼: ジョン・シュロック、右翼: テッド・ヘンドリー
5. 試合開始時刻: 東部夏時間（UTC-4）午後4時10分  試合時間: 3時間9分  観客: 5万1375人
詳細: MLB.com Gameday / Baseball-Reference.com

| シカゴ・ホワイトソックス | シカゴ・ホワイトソックス | シカゴ・ホワイトソックス | シカゴ・ホワイトソックス | シカゴ・ホワイトソックス                                                                                                   | トロント・ブルージェイズ | トロント・ブルージェイズ | トロント・ブルージェイズ | トロント・ブルージェイズ | トロント・ブルージェイズ |
| ------------------------ | ------------------------ | ------------------------ | ------------------------ | --- | ------------------------ | ------------------------ | ------------------------ | ------------------------ | --- |
| 打順                     | 守備                     | 選手                     | 打席                     | J・マクダウエルR・カーコバイスF・トーマスJ・コーラR・ベンチュラO・ギーエンT・レインズL・ジョンソンE・バークスB・ジャクソン | 打順                     | 守備                     | 選手                     | 打席                     | J・グーズマンP・ボーダーズJ・オルルドR・アロマーE・スプレイグT・フェルナンデスR・ヘンダーソンD・ホワイトJ・カーターP・モリター |
| 1                        | 左                       | T・レインズ              | 両                       | J・マクダウエルR・カーコバイスF・トーマスJ・コーラR・ベンチュラO・ギーエンT・レインズL・ジョンソンE・バークスB・ジャクソン | 1                        | 左                       | R・ヘンダーソン          | 右                       | J・グーズマンP・ボーダーズJ・オルルドR・アロマーE・スプレイグT・フェルナンデスR・ヘンダーソンD・ホワイトJ・カーターP・モリター |
| 2                        | 二                       | J・コーラ                | 両                       | J・マクダウエルR・カーコバイスF・トーマスJ・コーラR・ベンチュラO・ギーエンT・レインズL・ジョンソンE・バークスB・ジャクソン | 2                        | 中                       | D・ホワイト              | 両                       | J・グーズマンP・ボーダーズJ・オルルドR・アロマーE・スプレイグT・フェルナンデスR・ヘンダーソンD・ホワイトJ・カーターP・モリター |
| 3                        | 一                       | F・トーマス              | 右                       | J・マクダウエルR・カーコバイスF・トーマスJ・コーラR・ベンチュラO・ギーエンT・レインズL・ジョンソンE・バークスB・ジャクソン | 3                        | 二                       | R・アロマー              | 両                       | J・グーズマンP・ボーダーズJ・オルルドR・アロマーE・スプレイグT・フェルナンデスR・ヘンダーソンD・ホワイトJ・カーターP・モリター |
| 4                        | 三                       | R・ベンチュラ            | 左                       | J・マクダウエルR・カーコバイスF・トーマスJ・コーラR・ベンチュラO・ギーエンT・レインズL・ジョンソンE・バークスB・ジャクソン | 4                        | 右                       | J・カーター              | 右                       | J・グーズマンP・ボーダーズJ・オルルドR・アロマーE・スプレイグT・フェルナンデスR・ヘンダーソンD・ホワイトJ・カーターP・モリター |
| 5                        | 右                       | E・バークス              | 右                       | J・マクダウエルR・カーコバイスF・トーマスJ・コーラR・ベンチュラO・ギーエンT・レインズL・ジョンソンE・バークスB・ジャクソン | 5                        | 一                       | J・オルルド              | 左                       | J・グーズマンP・ボーダーズJ・オルルドR・アロマーE・スプレイグT・フェルナンデスR・ヘンダーソンD・ホワイトJ・カーターP・モリター |
| 6                        | DH                       | B・ジャクソン            | 右                       | J・マクダウエルR・カーコバイスF・トーマスJ・コーラR・ベンチュラO・ギーエンT・レインズL・ジョンソンE・バークスB・ジャクソン | 6                        | DH                       | P・モリター              | 右                       | J・グーズマンP・ボーダーズJ・オルルドR・アロマーE・スプレイグT・フェルナンデスR・ヘンダーソンD・ホワイトJ・カーターP・モリター |
| 7                        | 中                       | L・ジョンソン            | 左                       | J・マクダウエルR・カーコバイスF・トーマスJ・コーラR・ベンチュラO・ギーエンT・レインズL・ジョンソンE・バークスB・ジャクソン | 7                        | 遊                       | T・フェルナンデス        | 両                       | J・グーズマンP・ボーダーズJ・オルルドR・アロマーE・スプレイグT・フェルナンデスR・ヘンダーソンD・ホワイトJ・カーターP・モリター |
| 8                        | 捕                       | R・カーコバイス          | 右                       | J・マクダウエルR・カーコバイスF・トーマスJ・コーラR・ベンチュラO・ギーエンT・レインズL・ジョンソンE・バークスB・ジャクソン | 8                        | 三                       | E・スプレイグ            | 右                       | J・グーズマンP・ボーダーズJ・オルルドR・アロマーE・スプレイグT・フェルナンデスR・ヘンダーソンD・ホワイトJ・カーターP・モリター |
| 9                        | 遊                       | O・ギーエン              | 左                       | J・マクダウエルR・カーコバイスF・トーマスJ・コーラR・ベンチュラO・ギーエンT・レインズL・ジョンソンE・バークスB・ジャクソン | 9                        | 捕                       | P・ボーダーズ            | 右                       | J・グーズマンP・ボーダーズJ・オルルドR・アロマーE・スプレイグT・フェルナンデスR・ヘンダーソンD・ホワイトJ・カーターP・モリター |
| 先発投手                 | 先発投手                 | 先発投手                 | 投球                     | J・マクダウエルR・カーコバイスF・トーマスJ・コーラR・ベンチュラO・ギーエンT・レインズL・ジョンソンE・バークスB・ジャクソン | 先発投手                 | 先発投手                 | 先発投手                 | 投球                     | J・グーズマンP・ボーダーズJ・オルルドR・アロマーE・スプレイグT・フェルナンデスR・ヘンダーソンD・ホワイトJ・カーターP・モリター |
| J・マクダウエル          | J・マクダウエル          | J・マクダウエル          | 右                       | J・マクダウエルR・カーコバイスF・トーマスJ・コーラR・ベンチュラO・ギーエンT・レインズL・ジョンソンE・バークスB・ジャクソン | J・グーズマン            | J・グーズマン            | J・グーズマン            | 右                       | J・グーズマンP・ボーダーズJ・オルルドR・アロマーE・スプレイグT・フェルナンデスR・ヘンダーソンD・ホワイトJ・カーターP・モリター |

### 第6戦 10月12日
- コミスキー・パーク（アメリカ合衆国イリノイ州シカゴ）

|                          | 1 | 2 | 3 | 4 | 5 | 6 | 7 | 8 | 9 | R | H  | E |
| ------------------------ | - | - | - | - | - | - | - | - | - | - | -- | - |
| トロント・ブルージェイズ | 0 | 2 | 0 | 1 | 0 | 0 | 0 | 0 | 3 | 6 | 10 | 0 |
| シカゴ・ホワイトソックス | 0 | 0 | 2 | 0 | 0 | 0 | 0 | 0 | 1 | 3 | 5  | 3 |

1. 勝利：デーブ・スチュワート（2勝）
2. セーブ：デュアン・ウォード（2S）
3. 敗戦：アレックス・フェルナンデス（2敗）
4. 本塁打
TOR：デボン・ホワイト1号ソロ
CWS：ウォーレン・ニューソン1号ソロ
5. 審判
［球審］ケン・カイザー
［塁審］一塁: ジム・エバンス、二塁: グレッグ・コスク、三塁: ジョン・シュロック
［外審］左翼: テッド・ヘンドリー、右翼: ティム・チダ
6. 試合開始時刻: 中部夏時間（UTC-5）午後7時10分  試合時間: 3時間31分  観客: 4万5527人  気温: 48°F（8.9°C）
詳細: MLB.com Gameday / Baseball-Reference.com

| トロント・ブルージェイズ | トロント・ブルージェイズ | トロント・ブルージェイズ | トロント・ブルージェイズ | トロント・ブルージェイズ | シカゴ・ホワイトソックス | シカゴ・ホワイトソックス | シカゴ・ホワイトソックス | シカゴ・ホワイトソックス | シカゴ・ホワイトソックス |
| ------------------------ | ------------------------ | ------------------------ | ------------------------ | --- | ------------------------ | ------------------------ | ------------------------ | ------------------------ | --- |
| 打順                     | 守備                     | 選手                     | 打席                     | D・スチュワートP・ボーダーズJ・オルルドR・アロマーE・スプレイグT・フェルナンデスR・ヘンダーソンD・ホワイトJ・カーターP・モリター | 打順                     | 守備                     | 選手                     | 打席                     | A・フェルナンデスM・ラバリエールF・トーマスJ・コーラR・ベンチュラO・ギーエンT・レインズL・ジョンソンE・バークスW・ニューソン |
| 1                        | 左                       | R・ヘンダーソン          | 右                       | D・スチュワートP・ボーダーズJ・オルルドR・アロマーE・スプレイグT・フェルナンデスR・ヘンダーソンD・ホワイトJ・カーターP・モリター | 1                        | 左                       | T・レインズ              | 両                       | A・フェルナンデスM・ラバリエールF・トーマスJ・コーラR・ベンチュラO・ギーエンT・レインズL・ジョンソンE・バークスW・ニューソン |
| 2                        | 中                       | D・ホワイト              | 両                       | D・スチュワートP・ボーダーズJ・オルルドR・アロマーE・スプレイグT・フェルナンデスR・ヘンダーソンD・ホワイトJ・カーターP・モリター | 2                        | 二                       | J・コーラ                | 両                       | A・フェルナンデスM・ラバリエールF・トーマスJ・コーラR・ベンチュラO・ギーエンT・レインズL・ジョンソンE・バークスW・ニューソン |
| 3                        | 二                       | R・アロマー              | 両                       | D・スチュワートP・ボーダーズJ・オルルドR・アロマーE・スプレイグT・フェルナンデスR・ヘンダーソンD・ホワイトJ・カーターP・モリター | 3                        | 一                       | F・トーマス              | 右                       | A・フェルナンデスM・ラバリエールF・トーマスJ・コーラR・ベンチュラO・ギーエンT・レインズL・ジョンソンE・バークスW・ニューソン |
| 4                        | 右                       | J・カーター              | 右                       | D・スチュワートP・ボーダーズJ・オルルドR・アロマーE・スプレイグT・フェルナンデスR・ヘンダーソンD・ホワイトJ・カーターP・モリター | 4                        | 三                       | R・ベンチュラ            | 左                       | A・フェルナンデスM・ラバリエールF・トーマスJ・コーラR・ベンチュラO・ギーエンT・レインズL・ジョンソンE・バークスW・ニューソン |
| 5                        | 一                       | J・オルルド              | 左                       | D・スチュワートP・ボーダーズJ・オルルドR・アロマーE・スプレイグT・フェルナンデスR・ヘンダーソンD・ホワイトJ・カーターP・モリター | 5                        | 右                       | E・バークス              | 右                       | A・フェルナンデスM・ラバリエールF・トーマスJ・コーラR・ベンチュラO・ギーエンT・レインズL・ジョンソンE・バークスW・ニューソン |
| 6                        | DH                       | P・モリター              | 右                       | D・スチュワートP・ボーダーズJ・オルルドR・アロマーE・スプレイグT・フェルナンデスR・ヘンダーソンD・ホワイトJ・カーターP・モリター | 6                        | DH                       | W・ニューソン            | 左                       | A・フェルナンデスM・ラバリエールF・トーマスJ・コーラR・ベンチュラO・ギーエンT・レインズL・ジョンソンE・バークスW・ニューソン |
| 7                        | 遊                       | T・フェルナンデス        | 両                       | D・スチュワートP・ボーダーズJ・オルルドR・アロマーE・スプレイグT・フェルナンデスR・ヘンダーソンD・ホワイトJ・カーターP・モリター | 7                        | 中                       | L・ジョンソン            | 左                       | A・フェルナンデスM・ラバリエールF・トーマスJ・コーラR・ベンチュラO・ギーエンT・レインズL・ジョンソンE・バークスW・ニューソン |
| 8                        | 三                       | E・スプレイグ            | 右                       | D・スチュワートP・ボーダーズJ・オルルドR・アロマーE・スプレイグT・フェルナンデスR・ヘンダーソンD・ホワイトJ・カーターP・モリター | 8                        | 捕                       | M・ラバリエール          | 左                       | A・フェルナンデスM・ラバリエールF・トーマスJ・コーラR・ベンチュラO・ギーエンT・レインズL・ジョンソンE・バークスW・ニューソン |
| 9                        | 捕                       | P・ボーダーズ            | 右                       | D・スチュワートP・ボーダーズJ・オルルドR・アロマーE・スプレイグT・フェルナンデスR・ヘンダーソンD・ホワイトJ・カーターP・モリター | 9                        | 遊                       | O・ギーエン              | 左                       | A・フェルナンデスM・ラバリエールF・トーマスJ・コーラR・ベンチュラO・ギーエンT・レインズL・ジョンソンE・バークスW・ニューソン |
| 先発投手                 | 先発投手                 | 先発投手                 | 投球                     | D・スチュワートP・ボーダーズJ・オルルドR・アロマーE・スプレイグT・フェルナンデスR・ヘンダーソンD・ホワイトJ・カーターP・モリター | 先発投手                 | 先発投手                 | 先発投手                 | 投球                     | A・フェルナンデスM・ラバリエールF・トーマスJ・コーラR・ベンチュラO・ギーエンT・レインズL・ジョンソンE・バークスW・ニューソン |
| D・スチュワート          | D・スチュワート          | D・スチュワート          | 右                       | D・スチュワートP・ボーダーズJ・オルルドR・アロマーE・スプレイグT・フェルナンデスR・ヘンダーソンD・ホワイトJ・カーターP・モリター | A・フェルナンデス        | A・フェルナンデス        | A・フェルナンデス        | 右                       | A・フェルナンデスM・ラバリエールF・トーマスJ・コーラR・ベンチュラO・ギーエンT・レインズL・ジョンソンE・バークスW・ニューソン |